# Lycée arménien Guétronagan
Le lycée Guétronagan (en arménien Ազգային Կեդրոնական Վարժարան, en turc Getronagan Ermeni Lisesi, littéralement « Lycée central national ») est un lycée arménien de la communauté arménienne de Turquie situé dans le quartier de Karaköy à Istanbul.

## Historique

### Fondation
Le 16 décembre 1882, le patriarche arménien de Constantinople Nersès Varjapétian organise une levée de fonds en invitant de riches donateurs arméniens afin de rénover le Patriarcat et fonde le lycée Guétronagan. Il parvient ainsi à collecter 1450 lires le premier jour. Mais sa maladie lui fait prendre conscience qu'il ne pourra pas mener à bien ces deux projets avant sa mort, ce qui le pousse à privilégier le lycée.
Il crée alors une fondation destinée à sa construction, dont le premier conseil d'administration est composé de A. Uncuyan, A.Çunt, M. Yeseyan, H. Hagopyan, H. Narodunkyan, A. Gülbenkyan et D. Gümüşgerdan. Au départ, le lycée devait se trouver à Ortaköy.
Le lycée ouvre ses portes le 1er septembre 1886 et accueille 64 élèves. Le catholicos Macaire Ier de Teghut ainsi que le patriarche arménien de Constantinople Harutyun Ier Véhapétian participent à l'inauguration. Minas Tchéraz en est le premier principal,.

### Aujourd'hui
En 2001, le lycée a 182 élèves.
L'enseignement est principalement dispensé en turc, mais il y a aussi des cours en arménien et de littérature arménienne, ainsi que des cours optionnels d'anglais, de français et d'espagnol.

## Élèves célèbres
- Levon Shant (1861-1952), écrivain et poète
- Eroukhan (1870-1915), écrivain
- Archag Tchobanian (1872-1954), écrivain
- Sarkis Minassian (1873-1915), journaliste
- Hratchia Adjarian (1876-1953), linguiste
- Kégham Parseghian (1883-1915), écrivain
- Chavarche Missakian (1884-1957), journaliste et militant
- Misak Metsarents (1886-1908), poète
- Soghomon Tehlirian (1897-1960), militant et assassin de Talaat Pacha[6],[7]
- Aram Haigaz (1900-1986), écrivain
- Nigoghos Sarafian (1902-1972), écrivain et poète
- Vazken Andréassian (1903-1995), ingénieur
- Bedros Zaroyan (1903-1986), écrivain et rédacteur-en-chef
- Vahram Gakavian (1903-1973), écrivain
- Léon Tutundjian (1906-1968), peintre
- Karékine II Kazanjian (1927-1998), 83e patriarche arménien de Constantinople
- Ara Güler (1928-2018), photographe
- Mıgırdiç Margosyan (1938-2022), écrivain
- Şahan Arzruni (1943-), pianiste
- Hayko Cepkin (1978-), chanteur
- Harutyun Varpurciyan, architecte
- Nishan Yaubyan, architecte

## Enseignants célèbres
- Tovmas Terzian (1840-1909), écrivain et dramaturge
- Hagop Baronian (1843-1891), écrivain et éducateur
- Reteos Berberian (1848-1907), enseignant, pédagogue et écrivain
- Yeghia Demirjibashian (1851-1908), poète
- Minas Tchéraz (1852-1929), écrivain, homme politique et directeur
- Gabriel Noradounghian (1852-1936), homme d’État et diplomate
- Melkon Giurdjian (1859-1915), écrivain
- Zabel Sibil Asadour (1863-1934), écrivaine, poétesse et éducatrice
- Hovhannes Hintliyan (1866-1950), enseignement et directeur d'école
- Levon Shant (1869-1951), écrivain, dramaturge et poète
- Vahan Tékéyan (1878-1945), écrivain, poète et directeur
- Hagop Oshagan (1883-1948), écrivain
- Zareh Kalfayan (1887-1939), peintre
- Kegham Kavafyan (1888-1959), architecte et directeur

## Liste des directeurs
- 1886-1889 : Minas Tchéraz
- 1890-1896 : Haroutioun Mosditchian[8]
- 1917-1927 : Kégham Kavafian

## Galerie

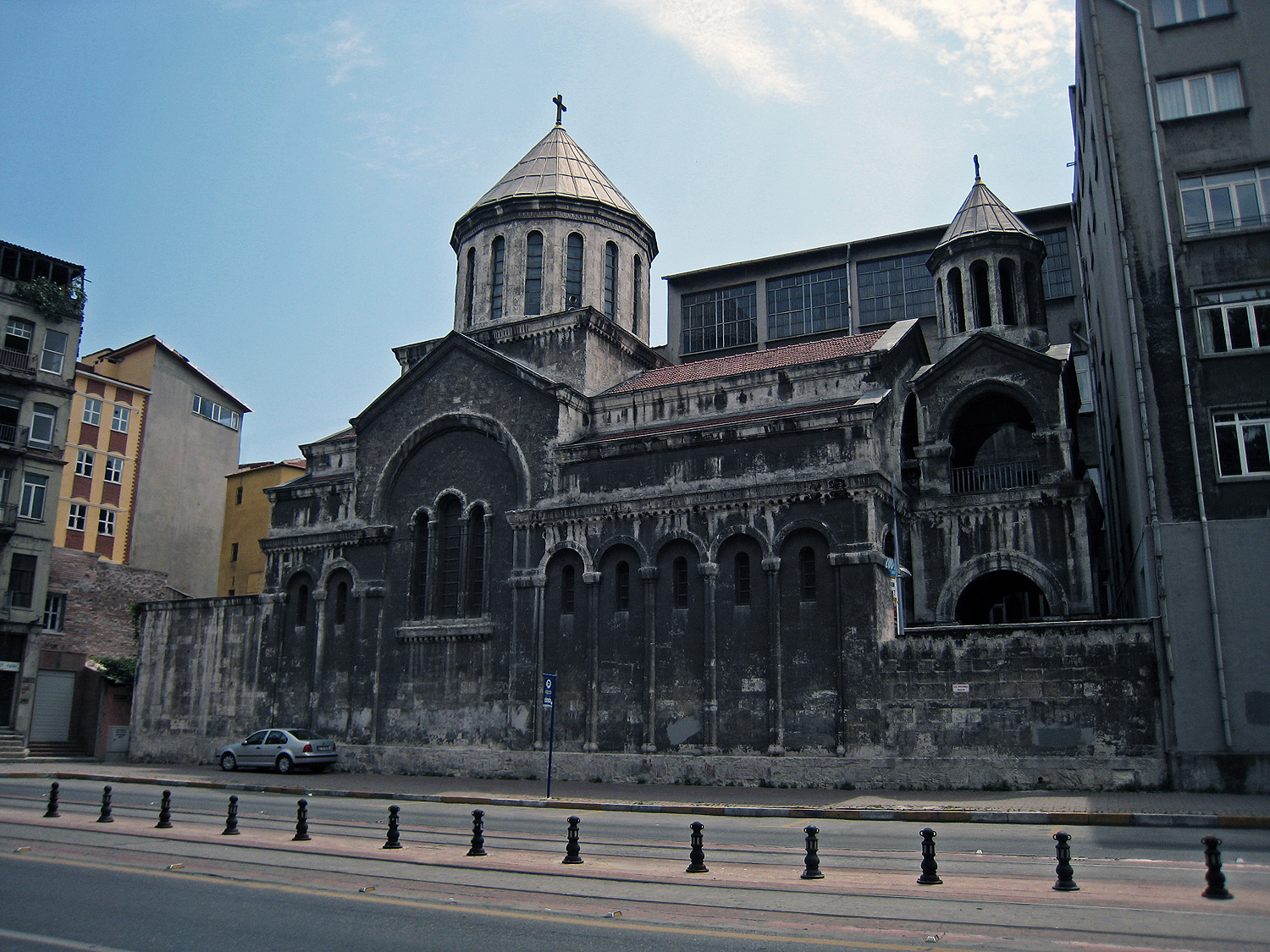
L'église Saint-Grégoire l'Illuminateur, attenante au lycée.
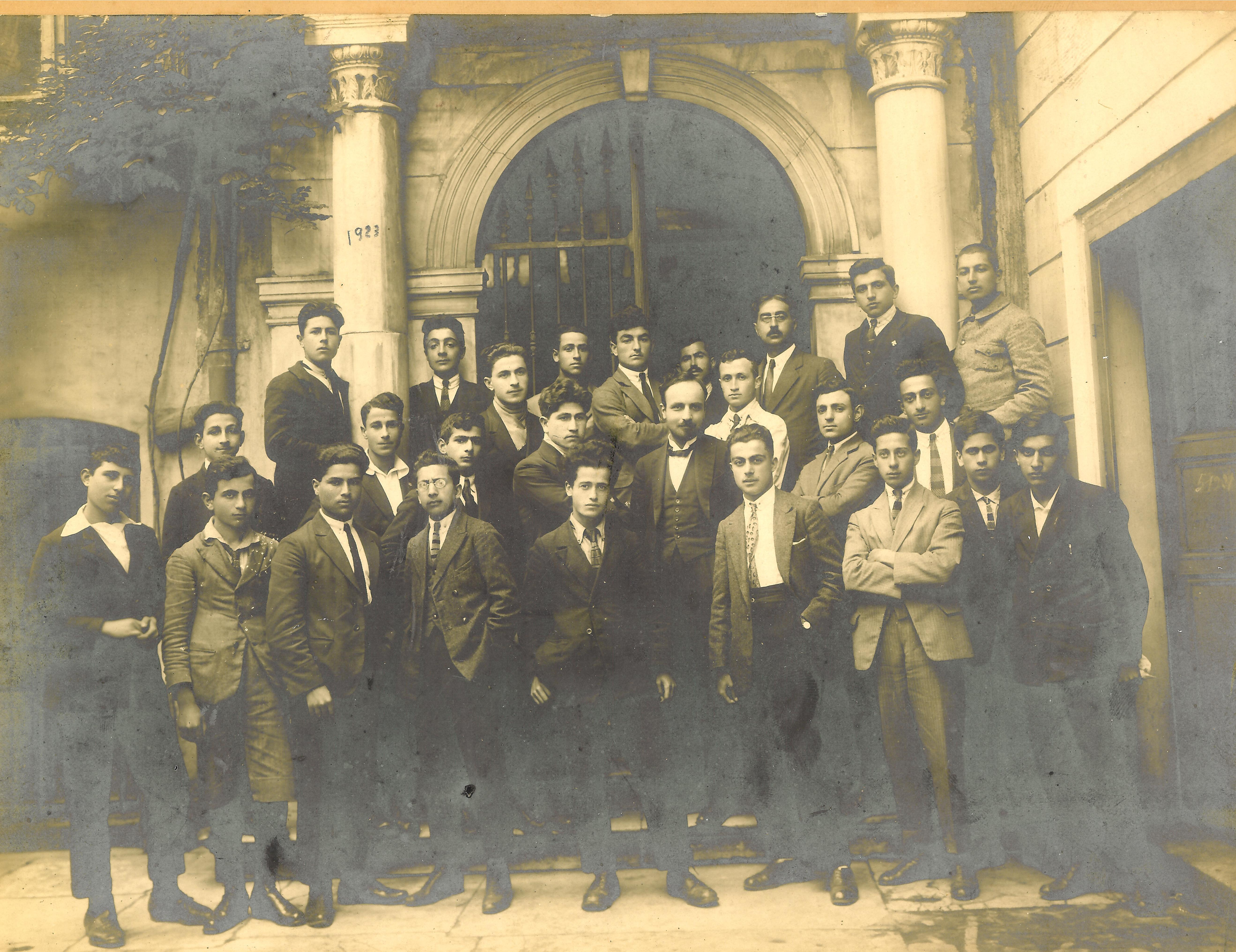
Promotion de 1923. Sur la photographie, on distingue Kegham Kavafyan, alors principal, ainsi que Nigoghos Sarafian à sa gauche, mais aussi Vazken Andréassian.